# Willy Bandholz
Willy Bandholz   (Schenefeld, 28 de juliol de 1912 - Minden, 29 de gener de 1999) fou un jugador d'handbol alemany que va competir durant la dècada de 1930.
El 1936 va prendre part en els Jocs Olímpics de Berlín, on guanyà la medalla d'or en la competició d'handbol.